# Mittelbrüden
Mittelbrüden ist ein kleines Dorf mit etwa 600 Einwohnern und gehört seit 1971 zur Gemeinde Auenwald im baden-württembergischen Rems-Murr-Kreis. Mittelbrüden liegt im Naturpark Schwäbisch-Fränkischer Wald.

## Geographie
Mittelbrüden liegt im Brüdenbachtal zwischen Ober- und Unterbrüden. Durch das Dorf fließt der Brüdenbach und der kleinere Ziegelgraben. Das historische Zentrum mit alten Bauernhäusern gruppiert sich um die Kreisstraße K 1826. Am südlichen Ende der Ortschaft entstanden ausgedehnte Gewerbegebiete.
Umliegende Ortschaften sind Oberbrüden, Rottmannsberg, Lippoldsweiler, Unterbrüden, Unterweissach, die Dresselhöfe, Backnang-Sachsenweiler und Backnang-Steinbach (im Uhrzeigersinn).

## Geschichte
Aus der keltischen und römischen Periode wurden noch keine archäologischen Funde gemacht, allerdings könnte der Ortsname „Brüden“ einen keltischen Ursprung haben. Nach einer Theorie könnte der Ortsname von dem keltischen Wort braida abgeleitet sein. Dies bedeutet so viel wie „umzäuntes Land bei der Siedlung“. Noch heute werden die Brüden-Orte im örtlichen schwäbischen Dialekt Brida genannt.
Um 1100 wurde der Ort Bruden im Codex Hirsaugiensis erstmals erwähnt. In dem Codex ist der Besitz des Klosters Hirsau verzeichnet. Darin heißt es auf Seite 42b: Gunso von Hundersingen schenkt eine Hube, welche in Brüden gelegen ist (Gunso de Hundersingen unam Hubam ad Bruden dedit). Eine Hube ist ein Bauernhof. Allerdings ist völlig unklar, auf welchen der drei Brüden-Orte (Ober-, Mittel- oder Unterbrüden) sich diese Angabe bezieht. Auch ist die Datierung äußerst umstritten. Im Jahre 1245 bestätigte Papst Innozenz IV. dem Augustiner-Chorherrenstift Backnang Besitzungen in verschiedenen Orten, darunter auch in Bruden. Auch in dieser Urkunde ist nicht klar, welcher Ort genau gemeint ist. Da die Kirche von Oberbrüden eine so genannte Ur- und Wehrkirche war, geht man heute allgemein davon aus, dass dabei nur Oberbrüden gemeint sein kann.
Im 14. Jahrhundert bestand Mittelbrüden nur aus einer Hofstelle, einem Stiftslehen, das an Contz Vegenbach vergeben war.
Mittelbrüden wurde 1439 als Mettelbryden erwähnt. Im selben Jahr wurden Mittelbrüden und Rottmannsberg mit der Burg Reichenberg von den Grafen Ludwig und Ulrich von Württemberg an die Gebrüder Wernher und Peter Nothaft von Hohenberg verpfändet.
1593 erschienen alle drei Brüden-Orte auf einer Forstkarte von Georg Gadner. Sie zeigt die Ortschaften under Brida, mittel Brida und ober Brida. 1686 erschien Mittelbrüden auf einer Ansicht von Andreas Kieser. Diese ist die älteste Ortsansicht von Mittelbrüden.
Im 19. Jahrhundert betrieb man in Mittelbrüden einen ausgedehnten Hanfanbau.
Im Zweiten Weltkrieg wurde Mittelbrüden am 20. April 1945 von Soldaten des 397. Regiments der 100. Infanteriedivision der US-Armee kampflos eingenommen.
Nach dem Zweiten Weltkrieg entstand ein ausgedehntes Wohngebiet östlich des alten Orts. Weiterhin entstanden die Gewerbegebiete Hofwiesen und Anwänder. Als bisher letztes Neubaugebiet kam das Gewerbegebiet Hofäcker 2018 hinzu.

### Einwohnerentwicklung
- 1810: 183 Einwohner[9]
- 1828: 216 Einwohner[10]
- 2008: 630 Einwohner[11]

## Politik

### Schultheißen
Mittelbrüden hatte bis ins frühe 19. Jahrhundert eigene Schultheißen. Oft waren es wohlhabende und angesehene Landwirte, die man umgangssprachlich auch Bauraschultes (Bauernschultes) nannte.
Liste der Schultheißen (unvollständig, Amtszeiten teilweise unklar):
- 1810: Johann Georg Heller[9]
- 1813: Adam Rieger[12]

## Sonstiges
Nach den Brüden-Orten ist die regionale Apfelsorte Brüdener Parmäne benannt.